# Hemicircus
Hemicircus é um género de aves da família dos pica-paus. As aves deste género ocorrem na Índia e no Sudeste Asiático. 

## Lista de espécies
O género Hemicircus compreende duas espécies:
- Hemicircus concretus, pica-pau-rechonchudo
- Hemicircus canente, pica-pau-de-corações